# Victor Hughes
Jean-Baptiste Victor Hugues (Marsella, 20 de julio de 1762 — Cayena, 12 de agosto de 1826) fue un político, militar y administrador colonial francés durante la Revolución Francesa, de importante actuación en las colonias francesas de las Antillas. El escritor cubano Alejo Carpentier presentó a Victor Hugues uno de los protagonistas de su aclamada novela El siglo de las luces, publicada en 1962.

## Biografía
Nació en el seno de una familia de la burguesía marsellesa; su padre fue un próspero comerciante, y desde su adolescencia se inició en el mundo mercantil, siendo su especialidad el comercio ultramarino que era muy activo en su natal Marsella. Ya adulto se estableció en la colonia francesa de Saint-Domingue (actual Haití) dedicado a actividades comerciales y compró plantaciones de azúcar y tabaco en la isla, lugar donde se inició en la francmasonería y abrazó ideas del liberalismo y la Ilustración. 
Tras 1789 se dedicó a lanzar propaganda en favor de la Revolución Francesa entre los demás colonos blancos de Santo Domingo, hasta que el inicio de la Revolución haitiana en 1791 le forzó a marchar a Francia. Allí, Hugues se adhirió al republicanismo y mostró sus abiertas simpatías hacia los Jacobinos y Cordeleros. Por su parte, la Convención Nacional encargó a Hugues diversas funciones administrativas en las ciudades portuarias de Burdeos y La Rochela, hasta que las autoridades de la nueva República Francesa tomaron en cuenta su experiencia en las Antillas y le enviaron en 1793 como gobernador de la isla Guadalupe. 
Hugues gobernó Guadalupe y Martinica en nombre de la Francia revolucionaria de 1794 a 1798, aboliendo la esclavitud en la isla, siguiendo fielmente las órdenes de la Convención Nacional, y dirigiendo una brutal represión contra los colonos blancos sospechosos de simpatías monárquicas, guillotinando a varios de ellos. También integró, sin discriminaciones, a ex esclavos negros como reclutas en sus filas. No obstante, desconfiando prontamente del republicanismo de los antiguos esclavos, Hugues implantó con sus tropas un severo régimen de trabajos forzados sobre la población negra para mantener activa la economía de Guadalupe y Martinica, mientras en paralelo repelía por la fuerza un intento de invasión británica dirigido desde Jamaica, destinado a apoderarse de las islas en complicidad con colonos franceses aún monárquicos. 
La caída de Robespierre y la instauración del Directorio a mediados de 1794 pusieron fin al "Terror de las Islas" y reanimaron a los enemigos de Hugues en la metrópoli, pero su eficacia brutal y su experiencia en cuestiones antillanas motivó que no fuera removido de su cargo sino hasta 1798, inclusive durante el Directorio, Hugues se distinguió durante la Cuasi-Guerra de Francia contra los Estados Unidos dando patente de corso a barcos franceses y mantuvo a raya los intentos de Gran Bretaña por apoderarse de Guadalupe o Martinica, reprimiendo con idéntica severidad a colonos blancos como a ex esclavos sospechosos de deslealtad. Paulatinamente las nuevas autoridades coloniales, ya dotadas de experiencia administrativa, se hartaron del republicanismo jacobino de Hugues (al cual este, en el fondo, seguía adherido) y los refugiados blancos en Francia abogaban por su caída.
Las intrigas del Directorio causaron que Hugues fuera cesado en noviembre de 1798. Pese a establecerse como plantador en Basse-Terre, las nuevas autoridades le enviaron de vuelta a la metrópoli en enero de 1799, contra su voluntad. De vuelta en Francia, fue enviado como gobernador a una colonia más remota, la Guayana Francesa, a la cual llegó en enero de 1800. Allí permaneció obedeciendo sucesivamente al Directorio, al Consulado y luego al Imperio instaurado por Bonaparte. Su régimen mantuvo los rasgos de eficiencia y violencia, tanto contra los colonos blancos sospechosos como contra los peones negros, e impuso de nuevo un sistema de trabajos forzados contra la población negra (formalmente libre de la esclavitud). Los esfuerzos de Hugues reactivaron la economía de Guyana e impidieron que la colonia francesa fuese invadida por tropas británicas durante las Guerras Napoleónicas. 
La administración de Hugues terminó de modo abrupto cuando la Guayana Francesa fue invadida por tropas luso-brasileñas en enero de 1809, llegadas del norte de Brasil con ayuda británica, en represalia por la invasión francesa contra Portugal ocurrida en 1807. En grave desventaja numérica (400 franceses contra 1250 luso-brasileños), y dudando de la lealtad de su milicia de colonos y ex esclavos, Hugues capituló ante los portugueses tras breve lucha y partió de Cayena hacia Burdeos. Ya en la metrópoli fue arrestado y sus viejos enemigos le acusaron de traición e ineptitud. Bajo arresto domiciliario, fue absuelto en 1814.
Rehabilitado tras la caída de Napoleón, Hugues volvió a la Guyana Francesa en 1817, vivendo allí con su esposa y cuatro hijas como terrateniente en sus últimos años. Murió en 1826.